# Serromyia nudicolis
Serromyia nudicolis är en tvåvingeart som beskrevs av Art Borkent 1990. Serromyia nudicolis ingår i släktet Serromyia och familjen svidknott. Inga underarter finns listade i Catalogue of Life.